# Lemmes
Lemmes ist eine französische Gemeinde mit 236 Einwohnern (Stand: 1. Januar 2022) im Département Meuse in der Region Grand Est (vor 2016 Lothringen). Sie gehört zum Arrondissement Verdun und zum Kanton Dieue-sur-Meuse. 

## Geografie
Lemmes liegt etwa zwölf Kilometer südsüdwestlich des Stadtzentrums von Verdun am Oberlauf des Flüsschens Vadelaincourt. Umgeben wird Lemmes von den Nachbargemeinden Landrecourt-Lempire im Norden und Nordosten, Senoncourt-les-Maujouy im Osten, Souilly im Südosten und Süden, Osches im Südwesten, Vadelaincourt im Westen sowie Les Souhesmes-Rampont im Westen und Nordwesten.

## Bevölkerungsentwicklung
| Jahr                       | 1962 | 1968 | 1975 | 1982 | 1990 | 1999 | 2006 | 2019 |
| Einwohner                  | 107  | 108  | 275  | 137  | 159  | 187  | 228  | 241  |
| Quellen: Cassini und INSEE |      |      |      |      |      |      |      |      |

## Sehenswürdigkeiten
- Kirche Saint-Laurent aus dem Jahre 18./19. Jahrhundert

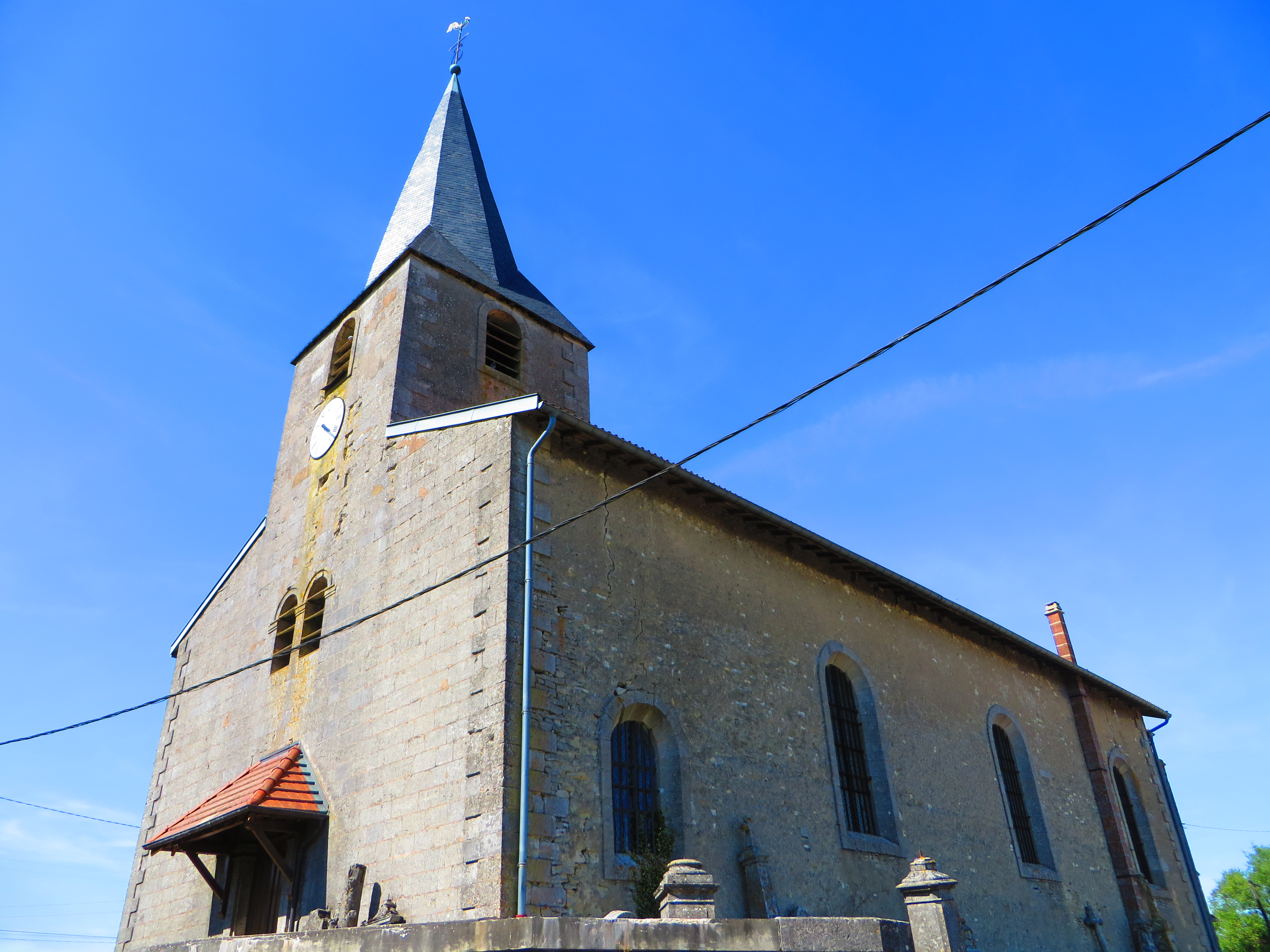
Kirche Saint-Laurent